# Irena Lekapene
Irena Lekapene (rođena kao Marija; bug. Ирина Лакапина, grč. Μαρία/Ειρήνη Λακαπηνή; ? – o. 966.) bila je bugarska carica kao žena cara Petra I. Bugarskog. Njezini su roditelji bili Kristofor Lakapen – sin i suvladar Romana I. – i njegova supruga, Augusta Sofija.
Kako bi se dokazao kao dostojni nasljednik svoga oca, novi bugarski car Petar I. napao je u svibnju 927. bizantsku temu Traciju, ali je također bio spreman na primirje. Roman I. je predložio savez putem braka između carskih kuća Bizanta i Bugarske kako bi se rat napokon okončao te je udao svoju unuku Mariju za bugarskog vladara. Po prvi put u povijesti, bizantska princeza se udala za stranog vladara te je kasnije Konstantin VII. kritizirao Romana zbog tog čina. U listopadu 927., Petar je stigao blizu Konstantinopola kako bi se susreo s Romanom i potpisao mirovni sporazum te je oženio Mariju 8. studenog. Kako bi se naznačilo novo razdoblje odnosa Bizanta i Bugarske, Marija je dobila novo ime, Irena („mir”).
Petar i Irena su imali barem trojicu sinova:
- Plenimir Bugarski
- Boris II. Bugarski
- Roman Bugarski